# Dawid Heel

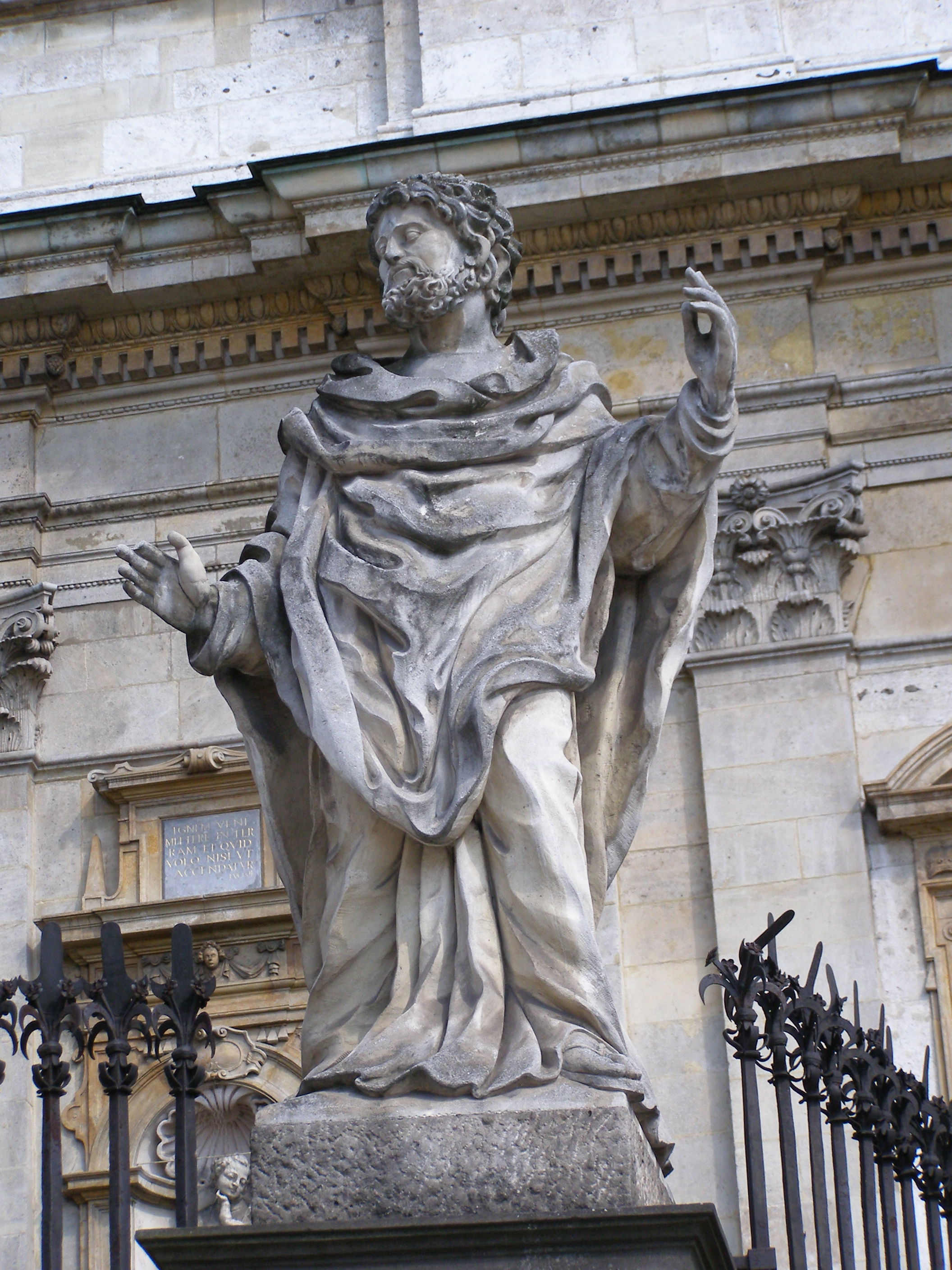
Figura św. Jakuba Młodszego Apostoła przed kościołem św. św. Piotra i Pawła w Krakowie

Dawid Heel (ur. ok. 1671 w Szwabii, zm. 1 marca 1727 w Krasnymstawie) – jezuicki rzeźbiarz i snycerz niemieckiego pochodzenia czynny w Małopolsce w latach 20. XVIII w.
W latach 1690–1694 pracował w warsztacie Meinrada Guggenbichlera w Mondsee nieopodal Salzburga. Do zakonu Jezuitów wstąpił w Krakowie 17 września 1719 roku. Wykonywał m.in. figury 12 apostołów na ogrodzeniu przed kościołem św. św. Piotra i Pawła w Krakowie (lata 1721–1723). Rzeźby te z uwagi na duże zniszczenie zostały zastąpione przez kopie odkute w latach 80. XX w. Niektórzy historycy sztuki przypisują mu również autorstwo figur znajdujących się na fasadzie tego kościoła. Wykonał również rzeźby dla kościoła Jezuitów w Krasnymstawie.